# Sinforiano García
Sinforiano García (Puerto Pinasco, 22 de agosto de 1924) é um ex-futebolista paraguaio, que atuou como goleiro. No Brasil, destacou-se pelo Flamengo, tendo conquistado o tricampeonato carioca em 1955.

## Carreira no Paraguai
García começou sua carreira defendendo o Atlético Corrales, mas  logo se transferiu para o Club Cerro Porteño. Em 1945, foi convocado pela primeira vez para a seleção paraguaia. Defendeu as cores do seu país em 20 jogos oficiais, sofrendo 35 gols. Atuou nos campeonatos sul-americanos de 1947 e 1949, conquistando o vice-campeonato nas duas ocasiões.
Em 1949, foi um dos destaques na vitória paraguaia sobre o Brasil por 2 a 1, que forçou a realização de um jogo extra para decidir o título. Apesar da derrota por 7 a 0 na final, chamou a atenção dos dirigentes rubro-negros e naquele mesmo ano foi contratado para defender o Flamengo.

## Carreira no Brasil
A estreia de García como goleiro do Flamengo foi num amistoso no Estádio São Januário, contra o Arsenal, da Inglaterra, no dia 30 de maio de 1949. O time carioca venceu por 3 a 1.
García conquistou pelo clube os campeonatos cariocas de 1953, 1954 e 1955.
Depois de encerrar a carreira de jogador, García foi também treinador, tendo trabalhado no Cerro Porteño e no Coritiba.